# Palaeomolis rubescens
Palaeomolis rubescens is een beervlinder uit de familie van de spinneruilen (Erebidae). De wetenschappelijke naam van de soort is voor het eerst geldig gepubliceerd in 1983 door de Toulgoët.